# Нарис
На́рис — невеликий твір художньо - публіцистичного жанру, у якому зображено дійсні факти, події в житті конкретних людей. Найчастіше нариси присвячуються відтворенню сучасних подій чи зображенню людей, яких особисто знав письменник.
На́рис — центральний жанр публіцистики, що передбачає оперативний відгук на суспільноважливу подію, розкриття образу цікавої особи, створення портрету колективу, розповідь про побут, звичаї й людей певного регіону своєї й чужої країни. Цей жанр дав назву одній з рольових спеціалізацій у журналістиці: авторів нарисів називають "нарисовцями".

## Предмет
Предметом нарису може бути будь-який факт чи явище реальної дійсності, узятий як проблема, у площині своєї суспільної, моральної, загальнолюдської значущості. Основою для нарису є авторська думка. Доведення певної концепції взятої до вивчення проблеми і пропонування шляхів її розв'язання.

## Загальні характеристики
За обсягом наближається до невеличкого оповідання, новели, але позбавлений чіткої, завершеної фабули, обов'язкової для новели, притаманної оповіданню. Фабула в нарисі подекуди намічена, має фрагментарний характер. Нарис — це твір суспільно-політичної, побутової, історичної, психологічної тематики.
Серед основних різновидів нарису — нарис художній, який є зображенням осіб і подій, що досягається за допомогою домислу. Нарис дуже оперативний жанр літератури, швидко й активно реагує на події дня, що зближує його з публіцистикою. Як жанрова форма поширився у ХІХ ст., будучи пограничним жанром (на межі публіцистики та художньої прози). Значний внесок у розвиток художнього нарису зробили О. де Бальзак, П. де Кок, І. Тургенєв, Ю. Крашевський, В. Гіляровський, Леся Українка, І. Франко, Ю. Липа, С. Тудор, О. Довженко та інші.
У класичній українській прозі нариси писали Іван Нечуй-Левицький («Ніч на Дніпрі»), Панас Мирний («Подоріжжя од Полтави до Гадячого»), Михайло Коцюбинський («На крилах пісні»). В сучасній українській літературі до жанру нарису зверталися М. Хвильовий, В. Минко, В. Кучер, Д. Ткач, В. Дрозд. Специфічним різновидом нарису є наукова праця з певної проблеми, здебільшого гуманітарного характеру, до якої входять дослідження з ряду взаємопов'язаних питань. Скажімо, «Нариси історії українсько-руської літератури», І. Франка, «Начерки історії української літератури» Б. Лепкого тощо.

## Завдання
Специфічне художнє завдання нарисової епічної форми, як вважають, полягає в тому, «щоб демонструвати й пояснювати якісь особливо важливі або нові, раніше невідомі явища. Нарис завжди знаходиться на передньому краї літератури, дає змогу швидко відкликатися на нові теми та проблеми». При цьому, на відміну від «чисто» художніх жанрів епосу, в яких художньо-образний елемент перебуває в органічній єдності з ідейно-публіцистичним елементом, тісно злитий і врівноважений з ним, у нарисовій формі ідейне на першому місці, а фантазія на другому, так що в ньому "думка піднесена над фактом" (М. Шагінян). <…> …У нарисі головна думка, ідея, тенденція, соціальна проблема, що підіймаються, чітко підкреслені, даються більшою чи меншою мірою відкрито. "Якщо в романі, повісті, оповіданні оголеність думки часто сприймається як недолік, то в нарисі ця ж риса — немовби естетичний закон". В журналістиці «функції жанру полягають у тому, щоб розширити зображальні можливості журналістики: за допомогою інформації ще й розважити, дати можливість зазирнути по той бік фактів, пояснювати їх та уводити в контекст, допомагати інтерпретувати опубліковане та орієнтуватися в ньому, глибоко розглядати тему та узагальнювати».

## Генеза
Нарис зародився в Англії XVIII століття. Перші нариси друкувалися в сатиричних журналах. Нерідко траплялося, що відомі письменники розпочинали свою літературну діяльність із нарисів (Ч. Діккенс, О. де Бальзак, І. Тургенев).